# European Golden League maschile 2022
L'European Golden League 2022 si è svolta dal 25 maggio al 19 giugno 2022: al torneo hanno partecipato undici squadre nazionali europee e la vittoria finale è andata per la seconda volta alla Repubblica Ceca.

## Regolamento

### Formula
La formula ha previsto:
- Fase a gironi, disputata con girone all'italiana, con gare di andata e ritorno: la prima classificata di ogni girone e la squadra del paese organizzatore (nel caso in cui sia stata tra le prime classificate, si è qualificata la migliore seconda classificata) hanno acceduto alla fase finale, mentre la peggiore ultima classificata è retrocessa in European Silver League 2023.
- Fase finale, disputata con semifinali, finale per il terzo posto e finale.

### Criteri di classifica
Se il risultato finale è stato di 3-0 o 3-1 sono stati assegnati 3 punti alla squadra vincente e 0 a quella sconfitta, se il risultato finale è stato di 3-2 sono stati assegnati 2 punti alla squadra vincente e 1 a quella sconfitta.
L'ordine del posizionamento in classifica è stato definito in base a:
- Numero di partite vinte;
- Punti;
- Ratio dei set vinti/persi;
- Ratio dei punti realizzati/subiti;
- Risultati degli scontri diretti.

## Squadre partecipanti
| Squadra     | Qualificazione | Ultima partecipazione       |
| ----------- | -------------- | --------------------------- |
| Belgio      | Wild card      | European Golden League 2021 |
| Bielorussia | Wild card      | European Golden League 2021 |
| Croazia     | Wild card      | European Golden League 2019 |
| Danimarca   | Wild card      | European League 2017        |
| Estonia     | Wild card      | European Golden League 2021 |
| Lettonia    | Wild card      | European Golden League 2021 |
| Portogallo  | Wild card      | European Golden League 2021 |
| Rep. Ceca   | Wild card      | European Golden League 2021 |
| Slovacchia  | Wild card      | European Golden League 2021 |
| Spagna      | Wild card      | European Golden League 2021 |
| Turchia     | Wild card      | European Golden League 2021 |
| Ucraina     | Wild card      | European Golden League 2021 |

## Torneo

### Fase a gironi
| Girone A   | Girone B  | Girone C  |
| ---------- | --------- | --------- |
| Portogallo | Croazia   | Belgio    |
| Slovacchia | Danimarca | Estonia   |
| Turchia    | Spagna    | Lettonia  |
| -          | Ucraina   | Rep. Ceca |

#### Girone A

##### Risultati
| 25 maggio 2022 Fırat Üniversitesi Spor Salonu, Elâzığ Durata: 1h:13 - Spettatori: 6 500     | Turchia    | 3 - 0 | Slovacchia | 25-15, 25-20, 25-20               |
| 29 maggio 2022 Centro Cultural de Viana, Viana do Castelo Durata: 1h:14 - Spettatori: 1 513 | Portogallo | 3 - 0 | Slovacchia | 25-18, 25-22, 25-18               |
| 1º giugno 2022 Centro Cultural de Viana, Viana do Castelo Durata: 1h:56 - Spettatori: 1 511 | Portogallo | 1 - 3 | Turchia    | 21-25, 25-21, 17-25, 24-26        |
| 5 giugno 2022 Hayri Gür Spor Salonu, Trebisonda Durata: 1h:16 - Spettatori: 5 300           | Turchia    | 3 - 0 | Portogallo | 25-22, 25-15, 25-18               |
| 8 giugno 2022 Aréna Poprad, Poprad Durata: 2h:22 - Spettatori: 650                          | Slovacchia | 2 - 3 | Portogallo | 22-25, 25-23, 23-25, 25-19, 14-16 |
| 11 giugno 2022 Aréna Poprad, Poprad Durata: 1h:22 - Spettatori: 650                         | Slovacchia | 0 - 3 | Turchia    | 16-25, 19-25, 26-28               |

##### Classifica
| Pos. | Squadra    | Pt | G | V | P | SV | SP | Ratio  | PF  | PS  | Ratio |
| ---- | ---------- | -- | - | - | - | -- | -- | ------ | --- | --- | ----- |
| 1.   | Turchia    | 12 | 4 | 4 | 0 | 12 | 1  | 12,000 | 325 | 258 | 1,260 |
| 2.   | Portogallo | 5  | 4 | 2 | 2 | 7  | 8  | 0,875  | 325 | 339 | 0,959 |
| 3.   | Slovacchia | 1  | 4 | 0 | 4 | 2  | 12 | 0,167  | 283 | 336 | 0,842 |

      Qualificata alle semifinali.

#### Girone B

##### Risultati
| 25 maggio 2022 Antvorskovhallen, Slagelse Durata: 2h:13 - Spettatori: 475                    | Danimarca | 2 - 3 | Spagna    | 25-19, 17-25, 25-22, 22-25, 10-15 |
| 25 maggio 2022 Gradska športska dvorana, Varaždin Durata: 1h:41 - Spettatori: 1 000          | Croazia   | 1 - 3 | Ucraina   | 15-25, 20-25, 25-21, 22-25        |
| 26 maggio 2022 Gradska športska dvorana, Varaždin Durata: 1h:42 - Spettatori: 100            | Ucraina   | 3 - 1 | Croazia   | 25-23, 20-25, 25-20, 25-17        |
| 28 maggio 2022 Pabellón Polideportivo Pisuerga, Valladolid Durata: 2h:11 - Spettatori: 1 100 | Ucraina   | 3 - 1 | Spagna    | 25-23, 31-29, 22-25, 25-22        |
| 28 maggio 2022 Gradska športska dvorana, Varaždin Durata: 1h:18 - Spettatori: 1 500          | Croazia   | 3 - 0 | Danimarca | 25-20, 25-21, 25-20               |
| 29 maggio 2022 Palacio de Guadalajara, Guadalajara Durata: 1h:16 - Spettatori: 850           | Spagna    | 0 - 3 | Ucraina   | 21-25, 19-25, 15-25               |
| 1º giugno 2022 Arena Varaždin, Varaždin Durata: 1h:40 - Spettatori: 1 050                    | Croazia   | 3 - 1 | Spagna    | 25-14, 25-18, 14-25, 25-20        |
| 3 giugno 2022 Gentoftehallen, Gentofte Durata: 2h:09 - Spettatori: 255                       | Ucraina   | 3 - 1 | Danimarca | 26-24, 15-25, 25-23, 19-25, 15-11 |
| 4 giugno 2022 Palacio de Deportes de Oviedo, Oviedo Durata: 2h:08 - Spettatori: 2 050        | Spagna    | 2 - 3 | Croazia   | 18-25, 25-19, 25-19, 23-25, 12-15 |
| 4 giugno 2022 Gentoftehallen, Gentofte Durata: 2h:01 - Spettatori: 265                       | Danimarca | 2 - 3 | Ucraina   | 20-25, 25-20, 20-25, 25-23, 12-15 |
| 8 giugno 2022 Gentoftehallen, Gentofte Durata: 1h:07 - Spettatori: 457                       | Danimarca | 0 - 3 | Croazia   | 17-25, 18-25, 14-25               |
| 11 giugno 2022 Palacio de Guadalajara, Guadalajara Durata: 1h:56 - Spettatori: 512           | Spagna    | 3 - 1 | Danimarca | 25-22, 22-25, 25-23, 25-14        |

##### Classifica
| Pos. | Squadra   | Pt | G | V | P | SV | SP | Ratio | PF  | PS  | Ratio |
| ---- | --------- | -- | - | - | - | -- | -- | ----- | --- | --- | ----- |
| 1.   | Ucraina   | 16 | 6 | 6 | 0 | 18 | 7  | 2,571 | 577 | 531 | 1,087 |
| 2.   | Croazia   | 11 | 6 | 4 | 2 | 14 | 9  | 1,556 | 509 | 481 | 1,058 |
| 3.   | Spagna    | 6  | 6 | 2 | 4 | 10 | 15 | 0,667 | 537 | 553 | 0,971 |
| 4.   | Danimarca | 3  | 6 | 0 | 6 | 7  | 18 | 0,389 | 503 | 561 | 0,897 |

      Qualificata alle semifinali.

#### Girone C

##### Risultati
| 25 maggio 2022 Tartu Ülikooli Spordihoone, Tartu Durata: 1h:45 - Spettatori: 756     | Estonia   | 1 - 3 | Rep. Ceca | 18-25, 27-25, 18-25, 22-25        |
| 25 maggio 2022 Sportcentrum Schotte, Aalst Durata: 1h:24 - Spettatori: 1 250         | Belgio    | 3 - 0 | Lettonia  | 25-16, 27-25, 25-16               |
| 28 maggio 2022 Liepāja Olympic Centre, Liepāja Durata: 2h:22 - Spettatori: 1 050     | Lettonia  | 2 - 3 | Estonia   | 26-24, 26-28, 19-25, 25-23, 12-15 |
| 28 maggio 2022 Sportovní hala Klimeška, Kutná Hora Durata: 1h:19 - Spettatori: 1 050 | Rep. Ceca | 3 - 0 | Belgio    | 26-24, 25-16, 25-12               |
| 1º giugno 2022 Tartu Ülikooli Spordihoone, Tartu Durata: 1h:54 - Spettatori: 760     | Estonia   | 3 - 1 | Belgio    | 29-27, 31-29, 22-25, 25-13        |
| 1º giugno 2022 Liepāja Olympic Centre, Liepāja Durata: 1h:17 - Spettatori: 1 550     | Lettonia  | 0 - 3 | Rep. Ceca | 16-25, 15-25, 18-25               |
| 4 giugno 2022 KV Arena, Karlovy Vary Durata: 1h:18 - Spettatori: 900                 | Rep. Ceca | 3 - 0 | Lettonia  | 25-14, 25-22, 25-20               |
| 5 giugno 2022 Sportcampus Lange Munte, Courtrai Durata: 1h:23 - Spettatori: 1 925    | Belgio    | 0 - 3 | Estonia   | 17-25, 22-25, 21-25               |
| 8 giugno 2022 Tartu Ülikooli Spordihoone, Tartu Durata: 1h:56 - Spettatori: 860      | Estonia   | 3 - 1 | Lettonia  | 25-17, 25-22, 25-27, 25-23        |
| 8 giugno 2022 Sportcampus Lange Munte, Courtrai Durata: 1h:51 - Spettatori: 750      | Belgio    | 1 - 3 | Rep. Ceca | 19-25, 25-19, 20-25, 19-25        |
| 11 giugno 2022 Sportovní Hala, Zlín Durata: 0h:00 - Spettatori: 0                    | Rep. Ceca | 3 - 0 | Estonia   | 25-0, 25-0, 25-0                  |
| 11 giugno 2022 Liepāja Olympic Centre, Liepāja Durata: 1h:22 - Spettatori: 670       | Lettonia  | 0 - 3 | Belgio    | 20-25, 23-25, 19-25               |

##### Classifica
| Pos. | Squadra   | Pt | G | V | P | SV | SP | Ratio | PF  | PS  | Ratio |
| ---- | --------- | -- | - | - | - | -- | -- | ----- | --- | --- | ----- |
| 1.   | Rep. Ceca | 18 | 6 | 6 | 0 | 18 | 2  | 9,000 | 495 | 325 | 1,523 |
| 2.   | Estonia   | 11 | 6 | 4 | 2 | 13 | 10 | 1,300 | 482 | 526 | 0,916 |
| 3.   | Belgio    | 6  | 6 | 2 | 4 | 8  | 12 | 0,667 | 441 | 471 | 0,936 |
| 4.   | Lettonia  | 1  | 6 | 0 | 5 | 3  | 18 | 0,167 | 421 | 517 | 0,814 |

      Qualificata alle semifinali.
      Retrocessa in European Silver League.

### Fase finale
|  | Semifinali | Semifinali | Semifinali |                 |    | Finale  | Finale    | Finale |
|  |            |            |            |                 |    |         |           |        |
|  | 1A         | Turchia    | 3          |                 |    |         |           |        |
|  | 1A         | Turchia    | 3          |                 |    |         |           |        |
|  | 2B         | Croazia    | 1          |                 |    |         |           |        |
|  | 2B         | Croazia    | 1          |                 | 1A | Turchia | 1         |        |
|  |            |            |            |                 | 1A | Turchia | 1         |        |
|  |            |            |            |                 |    | 1C      | Rep. Ceca | 3      |
|  | 1C         | Rep. Ceca  | 3          |                 |    | 1C      | Rep. Ceca | 3      |
|  | 1C         | Rep. Ceca  | 3          |                 |    |         |           |        |
|  | 1B         | Ucraina    | 2          |                 |    |         |           |        |
|  | 1B         | Ucraina    | 2          | Finale 3° posto |    |         |           |        |
|  |            |            |            |                 |    |         |           |        |
|  |            |            |            |                 |    | 2B      | Croazia   | 3      |
|  |            |            |            |                 |    | 2B      | Croazia   | 3      |
|  |            |            |            |                 |    | 1B      | Ucraina   | 2      |

#### Semifinali
| 18 giugno 2022 Gradska športska dvorana, Varaždin Durata: 2h:18 - Spettatori: 300 | Rep. Ceca | 3 - 2 | Ucraina | 23-25, 22-25, 25-23, 25-22, 15-10 |
| 18 giugno 2022 Gradska športska dvorana, Varaždin Durata: 2h:01 - Spettatori: 700 | Turchia   | 3 - 1 | Croazia | 27-25, 21-25, 25-19, 25-19        |

#### Finale 3º posto
| 19 giugno 2022 Gradska športska dvorana, Varaždin Durata: 2h:08 - Spettatori: 400 | Croazia | 3 - 2 | Ucraina | 25-20, 25-19, 18-25, 17-25, 17-15 |

#### Finale
| 19 giugno 2022 Gradska športska dvorana, Varaždin Durata: 2h:01 - Spettatori: 1 000 | Turchia | 1 - 3 | Rep. Ceca | 21-25, 22-25, 25-21, 25-27 |

## Classifica finale
| Pos | Squadra    | Rosa |
| --- | ---------- | --- |
|     | Rep. Ceca  | Formazione: 1 Moník, 3 Pfeffer, 4 Piskáček, 5 Zajíček, 7 Trojanowicz, 11 Šulista, 12 Licek, 13 Galabov, 14 Čech, 16 Srb, 17 Šotola, 18 Janouch, 19 Bartůněk, 20 Spulak, 22 Sedláček, 23 Indra, 25 Polák, CT: Novák                  |
|     | Turchia    | Formazione: 1 Aydın, 3 Tarakçı, 4 Matić, 5 Güngör, 6 Bostan, 7 Savaş, 9 M. Lagumdžija, 10 Ekşi, 11 Gülmezoğlu, 12 A. Lagumdžija, 14 Güneş, 15 Hatipoğlu, 17 Yenipazar, 20 Bayram, 53 Döne, 66 Ulu, 77 Bülbül, CT: Özbey             |
|     | Croazia    | Formazione: 1 Višić, 3 Perić, 4 Nikačević, 5 Busak-Vidaković, 6 Bakonji, 7 Sedlaček, 9 Hanžič, 10 Šestan, 11 Đirlić, 13 Pervan, 14 Mitrašinović, 17 Mihalj, 18 Stanković, 19 Zeljković, CT: Énard                                   |
| 4   | Ucraina    | Formazione: 1 Polujan, 2 Drozd, 4 Ševčenko, 5 Plotnyc'kyj, 7 Brova, 8 Rohozhyn, 10 Semenjuk, 11 Didenko, 12 Fomin, 13 Tupčij, 14 Koval'ov, 15 Ščytkov, 16 Kucher, 19 Kanajev, 21 Kisiliuk, 22 Synycja, CT: Krastiņš                 |
| 5   | Estonia    | Formazione: 1 Treial, 2 Vanker, 6 Juhkami, 8 Tammearu, 10 Maar, 13 Vahter, 16 Viiber, 17 Tammemaa, 18 Saaremaa, 20 Naaber, 21 Kaibald, 22 Keel, 23 Eerma, 24 Hurt, 25 Kordas, 26 Saar, 27 Uuskari, 28 Lõhmus, 32 Varblane, CT: Soli |
| 6   | Spagna     | Formazione: 1 Colito, 3 Rodríguez, 4 González, 5 Lorente, 6 Ruiz, 7 Ramón, 8 Larrañaga, 9 Vigil, 12 Diedhiou, 15 Giménez, 18 Iribarne, 19 de Chavarría, 20 Gimeno, 21 Martín, 22 Dovale, 25 Méndez, 77 de Amo, CT: Rivera           |
| 7   | Belgio     | Formazione: 7 Van Elsen, 10 Desmet, 11 Van Hoyweghen, 12 Rotty, 13 Thys, 19 Peeters, 20 Van de Velde, 21 Kindt, 22 McCluskey, 23 Reggers, 24 Dufraing, 26 Perin, 30 Dermaux, 31 Lecat, CT: Zanini                                   |
| 8   | Portogallo | Formazione: 1 Sinfrónio, 2 G. Pereira, 4 Cvetićanin, 5 Marques, 6 A. Ferreira, 7 Casas, 8 Violas, 9 M. Ferreira, 10 P. Martins, 11 Cunha, 12 L. Martins, 15 Tavares, 16 T. Pereira, 18 Santos, CT: José                             |
| 9   | Danimarca  | Formazione: 1 Hjorth, 3 Feldthus, 4 Andersen, 5 Hesselholt, 8 Jacobsen, 11 Hoff, 12 K. Madsen, 13 Kjær, 15 Uhrenholt, 17 Nielsen, 18 Mikelsons, 19 Hübner, 20 Dahl, 22 O. Madsen, CT: Bertelsen                                     |
| 10  | Slovacchia | Formazione: 4 Ščerba, 5 Mečiar, 6 Palgut, 9 Pokopec, 10 Mačuha, 11 Turis, 15 Panko, 16 Kovač, 17 Jendrejčák, 18 Mlynárčik, 20 Gulák, 21 Barták, 22 Firkaľ, 24 Zeman, 25 Smolej, CT: Kardoš                                          |
| 11  | Lettonia   | Formazione: 2 Kronbergs, 4 Svans, 5 Medenis, 7 Saušs, 8 Šmits, 11 Petrovs, 13 Skrūders, 14 Freimanis, 15 Klopovs, 16 Platačs, 17 Ozoliņš, 18 Pinka, 19 Dardzāns, 20 Kļaviņš, 21 Blumbergs, 22 Jansons, CT: Zahorski                 |

|  | Retrocessa in European Silver League 2023 |

## Statistiche
| Rendimento individuale | Rendimento individuale | Rendimento individuale | Rendimento individuale |
| Pos.                   | Nome                   | Punti                  | Squadra                |
| ---------------------- | ---------------------- | ---------------------- | ---------------------- |
| 1                      | Oleh Plotnyc'kyj       | 136                    | Ucraina                |
| 2                      | Adis Lagumdžija        | 130                    | Turchia                |
| 3                      | Petar Đirlić           | 123                    | Croazia                |
| 4                      | Illja Koval'ov         | 112                    | Ucraina                |
| 5                      | Rasmus Nielsen         | 105                    | Danimarca              |
| 6                      | Jan Galabov            | 99                     | Rep. Ceca              |
| 7                      | Jurij Semenjuk         | 85                     | Ucraina                |
| 8                      | Patrik Indra           | 82                     | Rep. Ceca              |
| 9                      | Kruno Nikačević        | 81                     | Croazia                |
| 10                     | Mathijs Desmet         | 79                     | Belgio                 |

| Attacchi vincenti | Attacchi vincenti    | Attacchi vincenti | Attacchi vincenti |
| Pos.              | Nome                 | Punti             | Squadra           |
| ----------------- | -------------------- | ----------------- | ----------------- |
| 1                 | Adis Lagumdžija      | 113               | Turchia           |
| 1                 | Oleh Plotnyc'kyj     | 113               | Ucraina           |
| 3                 | Petar Đirlić         | 98                | Croazia           |
| 4                 | Rasmus Nielsen       | 93                | Danimarca         |
| 5                 | Illja Koval'ov       | 92                | Ucraina           |
| 6                 | Jan Galabov          | 84                | Rep. Ceca         |
| 7                 | Patrik Indra         | 68                | Rep. Ceca         |
| 8                 | Lourenço Martins     | 67                | Portogallo        |
| 9                 | Juan Manuel González | 65                | Spagna            |
| 9                 | Tymofij Polujan      | 65                | Ucraina           |

| Muri vincenti | Muri vincenti    | Muri vincenti | Muri vincenti |
| Pos.          | Nome             | Punti         | Squadra       |
| ------------- | ---------------- | ------------- | ------------- |
| 1             | Kruno Nikačević  | 23            | Croazia       |
| 1             | Jurij Semenjuk   | 23            | Ucraina       |
| 3             | Maksym Drozd     | 17            | Ucraina       |
| 4             | Adam Zajíček     | 16            | Rep. Ceca     |
| 5             | Ivan Mihalj      | 15            | Croazia       |
| 6             | Petar Đirlić     | 14            | Croazia       |
| 6             | Oleh Plotnyc'kyj | 14            | Ucraina       |
| 8             | Mathijs Desmet   | 11            | Belgio        |
| 8             | Illja Koval'ov   | 11            | Ucraina       |
| 8             | Adis Lagumdžija  | 11            | Turchia       |

| Battute vincenti | Battute vincenti     | Battute vincenti | Battute vincenti |
| Pos.             | Nome                 | Punti            | Squadra          |
| ---------------- | -------------------- | ---------------- | ---------------- |
| 1                | Martin Licek         | 13               | Rep. Ceca        |
| 2                | Petar Đirlić         | 11               | Croazia          |
| 3                | Illja Koval'ov       | 9                | Ucraina          |
| 3                | Oleh Plotnyc'kyj     | 9                | Ucraina          |
| 5                | Jan Galabov          | 8                | Rep. Ceca        |
| 5                | Rasmus Nielsen       | 8                | Danimarca        |
| 5                | Adam Zajíček         | 8                | Rep. Ceca        |
| 8                | Maksym Drozd         | 7                | Ucraina          |
| 8                | Juan Manuel González | 7                | Spagna           |
| 8                | Borja Ruiz           | 7                | Spagna           |
| 8                | Jurij Semenjuk       | 7                | Ucraina          |